# Mengersgereuth-Hämmern
Mengersgereuth-Hämmern era un comune di 2.746 abitanti della Turingia, in Germania.

## Storia
Nel 2012 il comune di Mengersgereuth-Hämmern venne fuso con il comune di Effelder-Rauenstein, formando il nuovo comune di Frankenblick.